# لمويل شو
لمويل شو (بالإنجليزية: Lemuel Shaw)‏ هو محامي وقاضي وسياسي أمريكي، ولد في 9 يناير 1781 في الولايات المتحدة، وتوفي في 30 مارس 1861 ببوسطن في الولايات المتحدة. حزبياً، نشط في الحزب الفيدرالي الأمريكي. وقد انتخب عضو مجلس نواب ماساتشوستس.

## روابط خارجية
- لمويل شو على موقع الموسوعة البريطانية (الإنجليزية)